# Flickan Robinson
Flickan Robinson (tjeckiska: Robinsonka) är en tjeckoslovakisk dramafilm från 1974 i regi av Karel Kachyňa, producerad av Barrandovs filmstudio och Československá televize. Filmen är en bearbetning av flickromanen med samma namn av Marie Majerová från 1940 med Miroslava Šafránková och Petr Kostka i huvudrollerna och musik av Zdeněk Liška. Miroslava Šafránková mottog barnjuryns pris för bästa skådespelarinsats för barn i 1975 års barnfestival i Gottwaldov (Zlín).

## Handling
Den fjortonåriga flickan Blažena Borová hamnar i en svår situation i livet då hennes mamma dör vid födseln av hennes bror Petřík. Hennes pappa som kör taxi har svårt att klara sig i de svåra tiderna under den första republikens kris, så Blažena behöver inte bara ta sig an en ny roll i hemmet, utan hämmas också av bristen på pengar. Hon är ledsen över att ha förlorat sin mamma och det att hennes bror Petřík inte kan vara hemma med dem utan stannade kvar på förlossningskliniken.
I allt detta får hon hjälp av den litterära figuren Robinson Crusoe, som också framgångsrikt övervinner sitt ödes fallgropar i ensamhet. Tonička, en snäll granne, hjälper henne hemma. Blažena blir allteftersom vän med Jarda Duchoň, som lär henne att cykla. Men en egen cykel är ännu en otillgänglig lyx för henne. Blažena blir sjuk, men trots alla svårigheter slutar historien lyckligt, för nästa jul får Blažena inte bara en ny mamma i Tonička, utan även sin lillebror från förlossningskliniken och en ny cykel i julklapp.
Efter semestern fortsätter hon sina studier på gymnasiet.

## Rollista
- Miroslava Šafránková – Blažena Borová
- Petr Kostka – Jaroslav Bor, Blaženas far
- Jaroslava Obermaierová – kocken Tonička, granne
- Vladimír Dlouhý – Jarda Duchoň, klasskamrat
- Marie Horáková – Maďa Smutná, Blaženas vän
- Jitka Vitnerová – Zorka Ledková smeknamn Ledeček
- Zdena Lacinová – Julka Havlínová
- Věra Bublíková – läkare
- Vilma Ascherlová – lärarinna
- Renata Borová – sjuksköterska
- Zdeněk Martínek – Bosňák
- Jaroslav Heyduk – taxichaufför Hoznourek, Blaženas morfar
- František Hanzlík – Benýšek
- Vladimír Pospíšil – kund
- Ladislav Gzela – organist
- Otakar Brousek mladší – tidningspojke
- Miroslav Chorvát – man med paraply
- Eduard Pavlíček – fruktförsäljare
- Jan Šenfluk – violinist
- Zlata Adamovská – vän

## Produktion
Filmen spelades in i Seč vid Chrudim, Prag och Kampa.

## Trivia
- Boken Robinsonka har även filmatiserats 1956 av Jaromír Pleskot med Ladislav Pešek och Jaroslava Tvrzníková i huvudrollerna.